# ووكر إليس
ووكر إليس (27 يناير 1895 - 25 نوفمبر 1974) (بالإنجليزية: Walker Ellis)‏ هو لاعب كريكت بريطاني (وحمل سابقاً جنسية المملكة المتحدة لبريطانيا العظمى وأيرلندا).